# Héctor Valenzuela Rivera
Héctor Manuel Valenzuela Rivera (27 de febrero de 1978, Guadalajara, Jalisco, México) es un futbolista mexicano retirado que jugaba en la posición de mediocampista. Jugó para el Club Deportivo Guadalajara, Chivas Tijuana, Nacional Tijuana, Real Sociedad de Zacatecas, Dorados de Culiacán, Club Deportivo Tapatío, Alacranes de Durango, Lagartos de Tabasco, Club Tijuana, Club Celaya.

## Trayectoria
Surgió de las fuerzas básicas del Club Deportivo Guadalajara y participó en la Copa Mundial de Fútbol Juvenil de 1997 organizada en Malasia. Al regresar de la competencia se integra con el equipo filial Chivas Tijuana ocupando la posición de volante y utilizando el número 33.
Debuta el 14 de enero de 2001 con el primer equipo del Guadalajara en la derrota contra el Atlas por marcador de 2-1. Al no poder mantener la titularidad, pasa a formar parte de la Real Sociedad de Zacatecas y después a reforzar la filial del Club Deportivo Tapatío.
Para el Verando 2003 pasa al equipo Dorados de Culiacán con quienes logra el ascenso a la Primera División. Sin embargo Valenzuela permanece en la liga de ascenso con el equipo de Alacranes de Durango.
Después de pasar por equipos como Tabasco, Tijuana y Celaya, decide terminar su carrera como futbolista a los 29 años de edad.

### Clubes
| Club                       | País                | Año         | Partidos | Goles | Media |
| -------------------------- | ------------------- | ----------- | -------- | ----- | ----- |
| Chivas Tijuana             | México              | 1998 - 1999 | 31       | 3     | 0.1   |
| Nacional Tijuana           | México              | 1999 - 2000 | 20       | 2     | 0.1   |
| Club Deportivo Guadalajara | México              | 2000 - 2001 | 8        | 0     | 0     |
| Real Sociedad de Zacatecas | México              | 2001 - 2002 | 19       | 0     | 0     |
| Club Deportivo Tapatío     | México              | 2002 - 2003 | 36       | 11    | 0.31  |
| Dorados de Sinaloa         | México              | 2003 - 2004 | 13       | 1     | 0.08  |
| Alacranes de Durango       | México              | 2004 - 2005 | 17       | 0     | 0     |
| Lagartos de Tabasco        | México              | 2006        | 21       | 1     | 0.05  |
| Gallos de Caliente         | México              | 2006        | 4        | 0     | 0     |
| Club Celaya                | México              | 2007        | 8        | 1     | 0.13  |
| Total en su carrera        | Total en su carrera | 1998 - 2007 | 177      | 19    | 0.11  |

## Selección nacional

### Categorías menores
Sub-20
| Mundial                                | Sede    | Resultado        |
| -------------------------------------- | ------- | ---------------- |
| Copa Mundial de Fútbol Juvenil de 1997 | Malasia | Octavos de final |